# Extremtriathlon

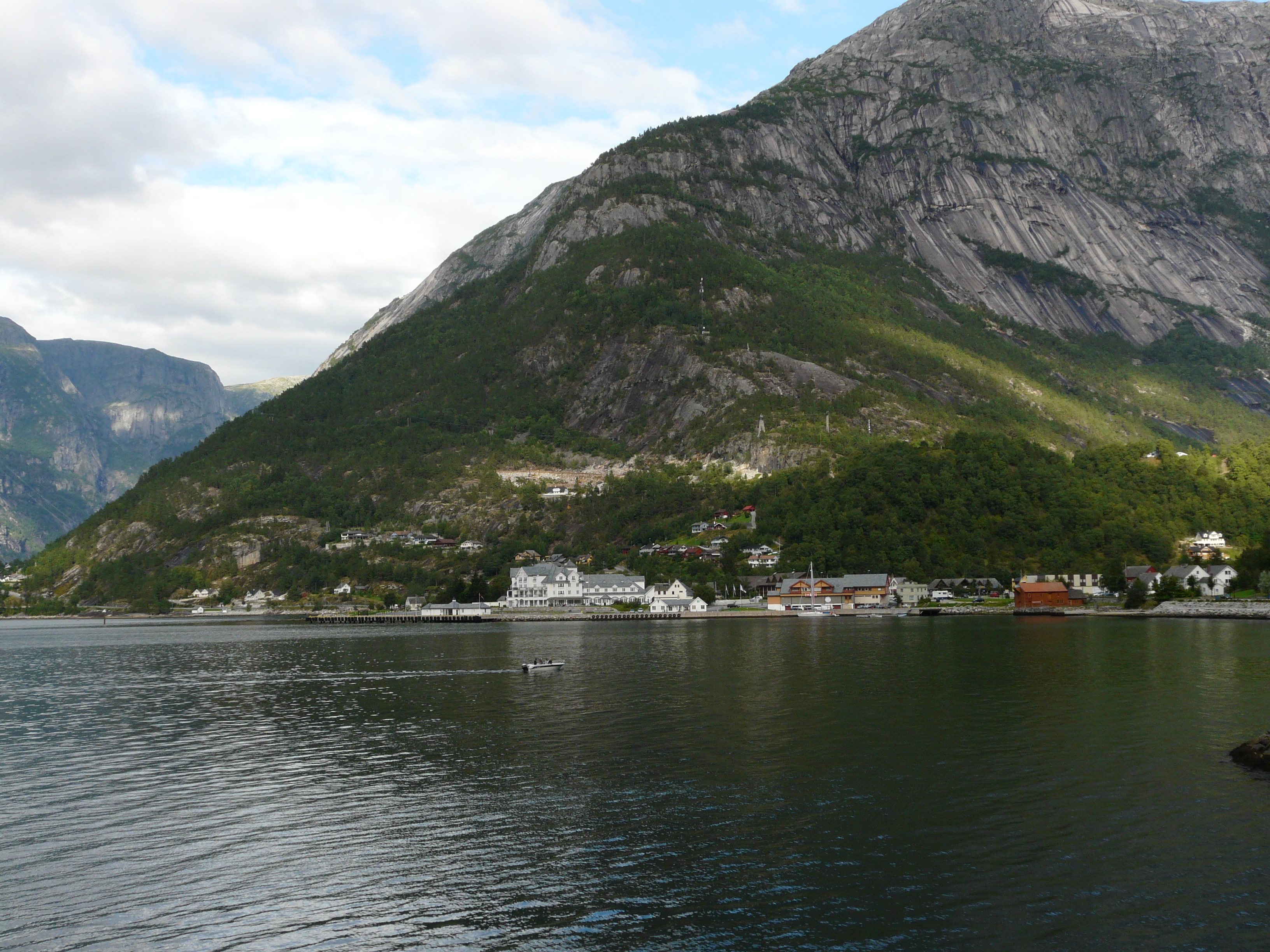
Eidfjord vid Hardangerfjorden, bas för Norseman Xtreme Triathlon

Extremtriathlon är en mer krävande variant av triathlon, vilken är lik Ironman. Distanserna för sim- och löpetapperna är normalt samma som i Ironmantävlingar (3,8 kilometer respektive 42,2 kilometer), medan cykeletappen kan ha samma längd (omkring 180 kilometer) eller vara något kortare eller längre i vissa lopp.
Extremtriathlon har sitt ursprung i Norseman Xtreme Triathlon, som arrangerats i västra Norge sedan 2003, med start vid Eidfjord i Hardangerfjorden och målgång upp på Gaustatoppen. I Sverige finns Swedeman Xtreme Triathlon, som arrangerades för första gången 2017 med simetappmål i Tännforsen och maratonmål i Åre efter en sträcka som gått över Åreskutan.
Extremtriathlonlopp arrangeras i mindre skala, typiskt för omkring 250 deltagare i terräng och vatten som är mer krävande än i vanlig triathlon. Vattnet kan vara avsevärt kallare och cykel- och löpetapperna har stora höjdskillnader. Det avslutande maratonloppet går ofta i besvärlig terräng och har en avslutande sträcka högt upp på ett berg. Deltagarna svarar själva för en väsentlig del av uppbackningen genom en eller två medföljande stödpersoner.

## Extremtriathlonlopp i urval
- Norseman Xtreme Triathlon
- Celtman Xtreme Triathlon i Skottland
- Swissman Xtreme Triathlon i Schweiz
- Swedeman Xtreme Triathlon i Jämtland
- Himalayan Xtreme Triathlon i Nepal
- Starvation Xtreme Triathlon i Utah i USA
- Austria Xtreme Triathlon i Österrike
- Alpsman Xtreme Triathlon i Frankrike